# Starfucker
Starfucker (estilizado em letras maiúsculas) é o segundo álbum de estúdio da cantora americana Slayyyter. O seu lançamento ocorreu em 22 de setembro de 2023, pela gravadora Fader. Um disco pop eletrônico influenciado pelos anos 80, Starfucker explora uma visão "dramatizada" e satírica de Hollywood, com foco central na cultura das drogas, da vaidade e o mundo das celebridades. Uma edição deluxe do álbum foi lançada em 1º de dezembro de 2023.
O álbum foi precedido pelos singles "Out of Time", "Miss Belladonna", "Erotic Electronic", "I Love Hollywood!" e "Makeup", uma colaboração com a cantora francesa Lolo Zouaï.
Slayyyter trabalhou principalmente ao lado de Nicopop, que produziu "Clouds" para o seu álbum antecessor. Os colaboradores anteriores Valley Girl e Jordan Palmer voltaram a produzir faixas para o álbum, ao lado de seu DJ de turnê Owen Jackson e dos novos colaboradores Vaughn Oliver, Aaron Joseph, Baej Lambeux, Jacob Decoteau e Chris Lyon.
Starfucker se tornou o primeiro álbum de Slayyyter a entrar nas paradas da Billboard dos EUA, estreando no número 17 na parada Top Dance/Electronic Albums e chegando ao número 10. Após seu lançamento, o álbum recebeu críticas geralmente positivas do críticos musicais. Para promover o álbum, Slayyyter embarcou em uma turnê mundial, a Club Valentine Tour, com início na América do Norte e tendo seu fim na Europa.

## Antecedentes e desenvolvimento
Slayyyter lançou seu álbum de estúdio de estreia Troubled Paradise em 11 de junho de 2021, com críticas geralmente positivas. Ela descreveu o álbum como "muito integrado" e procurou expandir seus gostos musicais para um novo projeto.
Em 24 de julho de 2022, Slayyyter twittou, “álbum quase pronto” com um emoji de beijo, no final da mesma semana, ela twittou, “um segundo, estou terminando tudo!” junto com emojis de relógio e corações de mão após responder a um fã. Em entrevista para a Out em novembro de 2022, Slayyyter descreveu seu próximo projeto como “um álbum realmente louco sobre amor e fama e Hollywood e sexo e drogas, porque estou morando em Los Angeles há três anos, totalmente enlouquecendo.”
Em uma sessão de perguntas e respostas no Twitter, logo após o anúncio do álbum, Slayyyter descreveu sua inspiração por trás do som do álbum:
| “ | É uma versão dramatizada da minha vida desde que me mudei para Los Angeles há alguns anos. Consegui meu primeiro apartamento, comecei a colecionar móveis estilo deco dos anos 80/90. Entrei em um relacionamento sério, saí de um. Comecei a festejar muito e a ver celebridades reais na mesma sala que eu (...) É tudo muito estranho. Eu era apenas recepcionista de um salão de cabeleireiro há alguns anos, varrendo cabelos por um salário mínimo e fazendo música em um armário na casa da minha mãe. Agora eu viajo pelo mundo e tenho fãs e moro em Hollywood... me sinto como um peixe frito aqui. É um lugar estranho para se estar | ” |
|   | — Slayyyter, Twitter. |   |

Ela escreveu quase 200 músicas para o álbum. Inspirada pelos antigos tropos de Hollywood e por sua própria experiência de se mudar para Los Angeles para seguir carreira musical, ela escreveu canções que invocam celebridades e filmes dos anos 80 e 90. Ela citou os thrillers eróticos Blue Velvet, Body Double e Basic Instinct como referências visuais e líricas. Ela usou "sintetizadores sombrios" para criar músicas mais sombrias, inspiradas na dupla eletrônica americana Boy Harsher. O título do álbum veio de uma conversa que Slayyyter teve com Jackson sobre a indústria musical, na qual ele se referiu a alguém que a dupla conhecia como um "filho da puta".
A totalidade do álbum, bem como cerca de "50-60 músicas (demo)", vazaram online antes do lançamento do álbum. As músicas descartadas para o álbum incluem uma amostra da faixa "Stereo Love" dos músicos romenos Edward Maya e Vika Jigulina, que Slayyyter e sua gravadora não puderam lançar devido às caras taxas de liberação de amostras.

## Composição

### Temas e influências na composição
Em entrevista à Interview, Slayyyter conversou um pouco sobre suas referências para a criação de Starfucker: “Eu estava em um relacionamento de dois anos e sinto que isso influenciou muito meus gostos. Mesmo que tenhamos terminado, vou dar crédito ao meu ex que eles definitivamente me mostraram filmes que começaram a moldar a paleta para isso. Eu recorro a muitos produtores de clubes puros. Eu realmente não estava ouvindo muita música pop além de Kylie Minogue e Madonna, [em vez disso] eu estava ouvindo muito club techno alemão que ouvia quando estava em turnê pela Europa e artistas pós-punk dos anos 80 que têm linhas de base escuras dos anos 80. Eu também estava ouvindo Kavinsky. Lembro-me de assistir Drive com meu ex, e eu pensei, 'Oh meu Deus, eu amo essa música. Eu amo Kavinsky.' E então eu estava tentando perseguir aquele tipo de som eletrônico e ouvindo muito Justice e Peaches. E meu ex estava me levando a shows punk em Los Angeles pela primeira vez. Eu nunca tinha ido a um show punk antes e isso realmente mudou meu mundo. Eu estava tipo, 'Uau, a energia aqui é louca e eu quero tirar essa energia insana, crua e desequilibrada das pessoas'. Este álbum é tão especial para mim porque é uma versão glamorizada da minha vida real.”
Segundo Slayyyter, ela queria que o álbum parecesse mais atemporal do que seus outros projetos. Sua estética em geral foi inspirado na velha e atual Hollywood com o thriller erótico hollywoodiano dos anos 80. Ela disse que “pegou emprestado de todas essas pequenas épocas”, porque queria que parecesse algo realmente diferente, não com as “vibrações da internet”, que tem sido sua praia desde que começou na indústria. “Eu sinto que há algumas músicas clássicas que soam como Slayyytery, como 'Plastic', com clang realmente áspero e sons metálicos.”, disse ela. Seu título é uma metáfora para o que ela chama de “fábrica de salsichas de Hollywood”. “É simplesmente interessante o que as pessoas querem arrancar de você, e eu sinto que todo mundo em Los Angeles é um filho da puta de certa forma. Mas, ao mesmo tempo, sou um artista menor e ainda sinto que sou fodido pelas pessoas. É uma metáfora para apenas estar no entretenimento e estar no limite.”, e completou com: “Parte de mim faria o que fosse preciso para realizar meus sonhos e fazer algo acontecer, mas, ao mesmo tempo, nunca quero fazer concessões. Não quero comprometer meu talento artístico apenas para ganhar o jogo. Não vale a pena vencer se não consigo fazer do meu jeito.”

### Conteúdo e estrutura musical
Starfucker é uma mudança sonora do estilo hyperpop anterior de Slayyyter, combinando um som pop mais convencional com estilos de club music como techno e electroclash.
O álbum tematicamente mostra Slayyyter transcendendo suas raízes centradas na música pop para expor as duras realidades da vida noturna e um maior senso de consciência sobre a fama em vez dos ritmos atrevidos dos clubes. Starfucker abre com “I Love Hollywood”, com referências ao infame CEP de Beverly Hills (90210), ao Chateau Marmont na Sunset Blvd, a jantares chiques e drogas em uma batida sombria e impregnada de techno. “Oh, graças a Deus vendi minha alma”, ela canta. “Glitter, fumaça e rock and roll.” “Eu queria fazer algo que fosse dramatizado”, disse Slayyyter à Variety. “Eu estava assistindo muitos filmes de Brian de Palma e Basic Instinct, e todas essas coisas diferentes que memorizavam Los Angeles de uma maneira específica, e queria fazer uma música que pudesse refletir isso. Eu sinto que Hollywood em um sentido geral é glamorosa, mas também é suja e eu queria que o som refletisse esses lados diferentes. Para mim, este álbum soa como Basic Instinct, se isso faz algum sentido.”

## Publicidade e promoção

### Formatos e capa
Os lançamentos físicos de Starfucker foram colocados em pré-venda logo após o anúncio do álbum. Existem quatro variantes de vinil e um lançamento em CD que foram lançados na semana de 25 de setembro. A arte da edição padrão do álbum foi revelada por Slayyyter em 20 de julho, junto com a tracklist e o seu título, em suas mídias sociais. O álbum padrão traz 12 faixas totalizando mais de 35 minutos de duração, enquanto a edição deluxe dura mais de 44 minutos com três músicas adicionais: a faixa-título "Starfucker", "Makeup" com participação de Lolo Zouaï e "James Dean". Starfucker foi lançado em vários formatos físicos através de sua loja virtual e de vários varejistas. Uma capa alternativa é usada na variante de vinil glass. Essa mesma capa alternativa deveria ser a capa padrão usada no lançamento digital, mas era muito explícita. O lançamento em vinil exclusivo do Walmart apresenta uma capa alternativa diferente. Os formatos digitais do álbum, como download digital e streaming online, coincidirão com o lançamento dos formatos físicos, tanto nas edições padrão quanto nas deluxe.
A capa foi fotografada por Evan Sheehan, a maquiagem e o cabelo foram feitos por Malcom Smith, Ashley Zimel e Robert J Stell respectivamente.

### Singles
"Out of Time" foi lançado como o primeiro single do álbum em 9 de junho de 2023, junto com um visualizer. "Miss Belladonna" foi lançado como o segundo single do álbum em 21 de julho de 2023, coincidindo com o anúncio do álbum. "Erotic Electronic" foi lançado como o terceiro single do álbum em 18 de agosto de 2023, junto com um videoclipe onde Slayyyter caminha nua pela Hollywood Boulevard. O lançamento do quarto single "I Love Hollywood!" coincidiu com seu videoclipe e o lançamento do álbum em 22 de setembro de 2023.
"Makeup" com a participação da cantora francesa americana Lolo Zouaï foi lançada em 10 de novembro de 2023, como single promocional para promover a edição deluxe do álbum, que foi lançada em 1 de dezembro de 2023.

### Shows, performances e atos promocionais
Slayyyter estreou faixas de Starfucker em seu set no Life Is Beautiful Music & Art Festival em Las Vegas em 22 de setembro de 2023.

### Club Valentine Tour
Para continuar a promover o álbum, Slayyyter iniciou a turnê Club Valentine Tour pelos Estados Unidos em outubro de 2023. No mesmo mês, foram anunciadas datas para o Reino Unido e a Irlanda para fevereiro de 2024. A turnê começou em 25 de outubro de 2023 no Royale em Boston, nos Estados Unidos, e teve seu término em 17 de fevereiro de 2024 na O2 Forum Kentish Town em Londres, Reino Unido. Slayyyter anunciou a turnê pela primeira vez em 18 de agosto de 2023, no mesmo comunicado, ela também revelou que as cantoras Bayli, Miss Madeline e Lolo Zouaï seriam responsáveis pelos atos de abertura.
| Data                    | Cidade           | País           | Local                      | Ato(s) de abertura             |
| ----------------------- | ---------------- | -------------- | -------------------------- | ------------------------------ |
| 25 de outubro de 2023   | Boston           | Estados Unidos | Royale                     | Miss Madeline                  |
| 26 de outubro de 2023   | Brooklyn         | Estados Unidos | Brooklyn Steel             | Bayli Miss Madeline            |
| 27 de outubro de 2023   | Washington, D.C. | Estados Unidos | 9:30 Club                  | Miss Madeline                  |
| 28 de outubro de 2023   | Filadélfia       | Estados Unidos | Theatre of Living Arts     | Miss Madeline                  |
| 31 de outubro de 2023   | Toronto          | Canadá         | The Opera House            | Miss Madeline                  |
| 2 de novembro de 2023   | Columbus         | Estados Unidos | Newport Music Hall         | Miss Madeline                  |
| 3 de novembro de 2023   | Detroit          | Estados Unidos | Saint Andrew's Hall        | Miss Madeline                  |
| 4 de novembro de 2023   | Chicago          | Estados Unidos | House of Blues Chicago     | Miss Madeline                  |
| 6 de novembro de 2023   | Denver           | Estados Unidos | Summit                     | Miss Madeline                  |
| 7 de novembro de 2023   | Salt Lake City   | Estados Unidos | Soundwell                  | Miss Madeline                  |
| 10 de novembro de 2023  | São Francisco    | Estados Unidos | The Regency Ballroom       | Miss Madeline                  |
| 11 de novembro de 2023  | Los Angeles      | Estados Unidos | The Novo                   | Bayli Miss Madeline Lolo Zouaï |
| 12 de novembro de 2023  | San Diego        | Estados Unidos | The Observatory North Park | Miss Madeline                  |
| 11 de fevereiro de 2024 | Dublin           | Irlanda        | 3Olympia Theatre           | Miss Madeline                  |
| 13 de fevereiro de 2024 | Glasgow          | Reino Unido    | SWG3 Studio Warehouse      | Miss Madeline                  |
| 14 de fevereiro de 2024 | Manchester       | Reino Unido    | O2 Ritz Manchester         | Miss Madeline                  |
| 17 de fevereiro de 2024 | Londres          | Reino Unido    | O2 Forum Kentish Town      | Miss Madeline                  |

## Recepção crítica
| Críticas profissionais | Críticas profissionais |
| Avaliações da crítica  | Avaliações da crítica  |
| Fonte                  | Avaliação              |
| ---------------------- | ---------------------- |
| The Line of Best Fit   | 9/10                   |

Caitlin Chatterton do The Line of Best Fit deu ao álbum uma crítica de 9/10, declarando-o "uma entrega expressa de danças totalmente sem salto". O PopBuzz classificou Starfucker em 17º lugar em seu ranking dos melhores álbuns de 2023, descrito por Sam Prance como "uma das melhores explorações da fama no pop desde The Fame de Lady Gaga". A revista Paper nomeou o álbum entre seus melhores álbuns de 2023, com Justin Moran escrevendo, "o projeto ainda consegue ficar à esquerda do centro com uma energia experimental que mantém o estilo pop de Slayyyter estranho o suficiente para todos os estranhos que a seguem online desde 'BFF'".
Courtney DelMar do 50thirdandthird considerou a edição deluxe de Starfucker seu álbum definitivo de 2023 do ano, e foi complementar à "escolha de Slayyyter de evitar principalmente o pop disco puro que está na moda e fazer algo para os clubes que é um pouco mais endividado para e informado pelo underground." Em uma crítica em sua maioria positiva, Thejas Varma considerou o disco "pop no seu melhor, uma mistura de influências díspares trabalhando em sincronia para produzir vermes de ouvido descolados", mas criticou a faixa "Memories of You", considerando a "música animada do euro house [a ser] enfraquecida por uma linha datada de sintetizador de trance em seu refrão".

## Alinhamento de faixas
| Starfucker – Edição padrão |                     |                                                               |                        |         |  |
| N.º                        | Título              | Compositor(es)                                                | Produtor(es)           | Duração |  |
| 1.                         | "I Love Hollywood!" | Slayyyter Jonathan Bach Nicolas DiPietrantonio                | Nicopop                | 3:04    |  |
| 2.                         | "Miss Belladonna"   | Slayyyter Bach DiPietrantonio                                 | Nicopop                | 3:04    |  |
| 3.                         | "Dramatic"          | Slayyyter Elle Duke Bach DiPietrantonio                       | Nicopop                | 3:11    |  |
| 4.                         | "My Body"           | Slayyyter Kyle Shearer Nate Campany                           | Valley Girl            | 3:41    |  |
| 5.                         | "Memories Of You"   | Slayyyter Jordan Palmer Owen Jackson                          | Palmer                 | 2:52    |  |
| 6.                         | "Rhinestone Heart"  | Slayyyter Duke Bach DiPietrantonio                            | Nicopop                | 2:29    |  |
| 7.                         | "Erotic Electronic" | Slayyyter Bach DiPietrantonio Jackson                         | Nicopop Jackson [a]    | 2:23    |  |
| 8.                         | "Purrr"             | Slayyyter Aaron Joseph Vaughn Oliver                          | Oliver Joseph          | 2:11    |  |
| 9.                         | "Plastic"           | Slayyyter Michael Adubato                                     | Baej Lambeaux          | 2:41    |  |
| 10.                        | "Girl Like Me"      | Slayyyter DiPietrantonio                                      | Nicopop                | 2:46    |  |
| 11.                        | "Tear Me Open"      | Slayyyter Chris Lyon Shearer Campany                          | Lyon Valley Girl       | 3:38    |  |
| 12.                        | "Out of Time"       | Slayyyter Andy Seltzer Oliver Bach DiPietrantonio Phil Fearon | Oliver Nicopop [a] [v] | 3:10    |  |
| Duração total:             | Duração total:      | Duração total:                                                | Duração total:         | 35:16   |  |

| Starfucker – Faixas bônus da edição deluxe |                                    |                                                      |                        |         |  |
| N.º                                        | Título                             | Compositor(es)                                       | Produtor(es)           | Duração |  |
| 1.                                         | "Starfucker"                       | Slayyyter Henry Walter Mark Landon                   | Cirkut M-Phazes        | 3:25    |  |
| 2.                                         | "Makeup" (com part. de Lolo Zouaï) | Slayyyter Shearer Campany Lyon Zouaï                 | Valley Girl Lyon       | 3:11    |  |
| 3.                                         | "James Dean"                       | Slayyyter Jacob Decoteau Bach DiPietrantonio Jackson | Nicopop Jackson Thorne | 2:29    |  |
| Duração total:                             | Duração total:                     | Duração total:                                       | Duração total:         | 44:22   |  |

Notas
- ↑a  - denota um produtor adicional.
- ↑v  - significa um produtor vocal.

## Equipe e colaboradores
- Slayyyter — vocais principais (todas as faixas)
- John Greenham — masterização (faixas 1–7, 9–12)
- Ike Schultz — mixagem (faixas 1–7, 9–12)
- Vaughn Oliver — masterização, mixagem (faixa 8)

## Desempenho nas tabelas musicais
| País — Tabela musical (2023)                 | Melhor posição |
| -------------------------------------------- | -------------- |
| Estados Unidos (Top Dance/Electronic Albums) | 10             |

## Histórico de lançamento
| Região | Data                   | Formato                             | Versão | Gravadora | Ref.                 |
| ------ | ---------------------- | ----------------------------------- | ------ | --------- | -------------------- |
| Várias | 22 de setembro de 2023 | CD download digital streaming vinil | Padrão | Fader     | [ 20 ] [ 30 ] [ 32 ] |
| Várias | 1 de dezembro de 2023  | Download digital streaming          | Deluxe | Fader     | [ 31 ] [ 33 ]        |